# Cristieana Cojocaru
Cristieana Cojocaru, in seguito Matei (Cujmir, 2 gennaio 1962), è un'ex ostacolista e mezzofondista rumena.

## Palmarès

### Olimpiadi
- 1 medaglia:
  - 1 bronzo (Los Angeles 1984 nei 400 m ostacoli)

### Mondiali indoor
- 1 medaglia:
  - 1 oro (Parigi 1985 negli 800 m piani)

### Europei indoor
- 3 medaglie:
  - 1 argento (Madrid 1986 negli 800 m piani)
  - 2 bronzi (Göteborg 1984 negli 800 m piani; Pireo 1985 negli 800 m piani)

### Universiadi
- 2 medaglie:
  - 2 argenti (Kobe 1985 negli 800 m piani; Kobe 1985 nei 400 m ostacoli)